# Signalstationen in Yorkshire

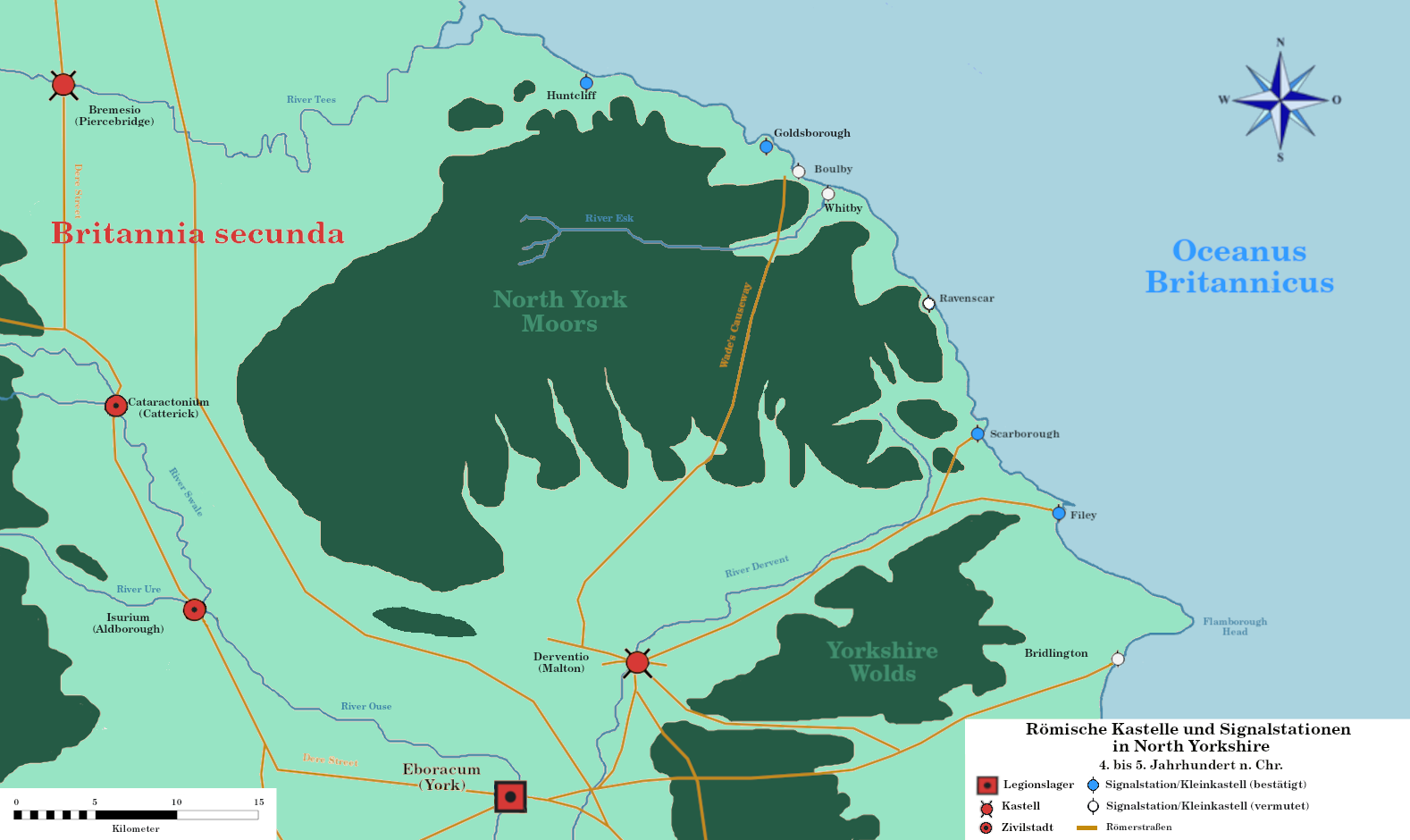
Kastelle, Signalstationen und Städte in North Yorkshire (spätes 4. Jahrhundert)

Modell des Nydambootes, solche Boote benutzten die Angelsachsen für ihre Plünderungszüge

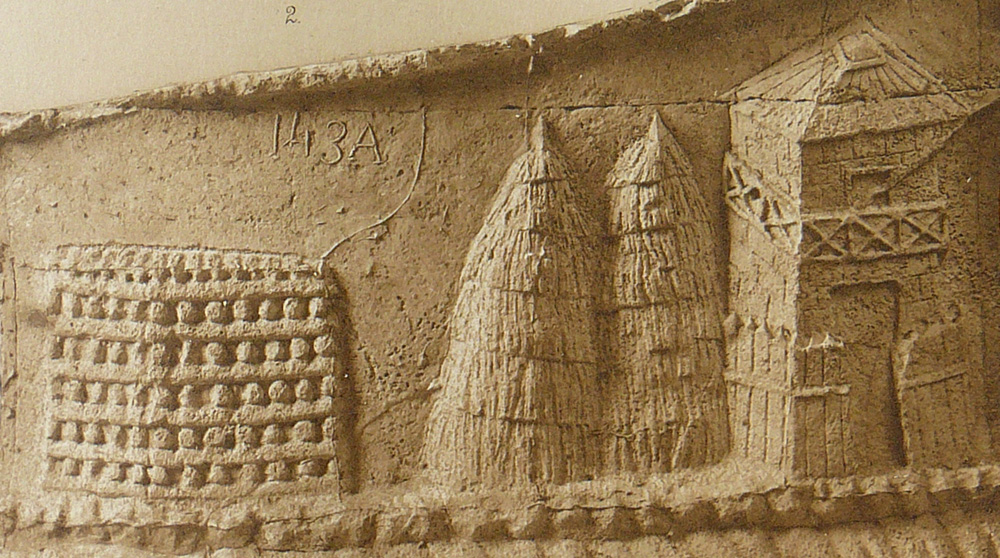
Abbildung eines Wachturms am unteren Donaulimes, links ein Holzstapel zur Signalübermittlung, Trajanssäule, 2. Jhdt. n. Chr.

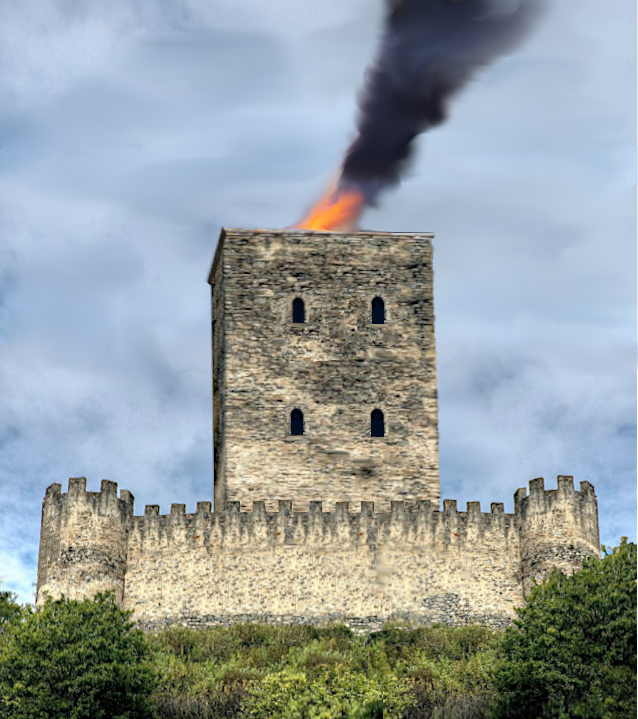
Rekonstruktionsversuch einer Signalstation, Zustand im späten 4. Jahrhundert n. Chr.

Die spätrömischen Signalstationen in Yorkshire befanden sich im Nordosten der englischen Unitary Authority North Yorkshire – im Küstenabschnitt zwischen dem Fluss Tees und Flamborough Head, auf dem Gebiet der römischen Provinz Britannia II.
Sie sollten am Ende des 4. Jahrhunderts, als Teil eines Frühwarnsystems, die Südostküste Englands vor Plünderern und Invasoren sichern, dienten wohl auch als Schiffsanleger, Versorgungsbasen und eventuell als Fluchtburgen für die örtliche Bevölkerung. Die Stationen waren vermutlich auch Bestandteil der Küstenverteidigungsorganisation der sogenannten Sachsenküste (Britannien). Vier sind durch Grabungsbefunde gesichert, eine fünfte ist bislang nur aus ihrer Bauinschrift bekannt. Sie gehören wahrscheinlich zu den letzten Festungsanlagen, die von den Römern in Britannien errichtet wurden. Insgesamt konnten in England und Schottland bislang rund 50 dieser Militäranlagen (aus unterschiedlichen Zeitperioden) lokalisiert werden. Die heute noch erhaltenen Überreste dieser Stationen wurden unter nationalen Schutz gestellt.
Standorte (von Nord nach Süd):
- Hunt Cliff
- Boulby?
- Goldsborough
- Whitby?
- Ravenscar
- Scarborough
- Filey
- Bridlington?

## Entwicklung

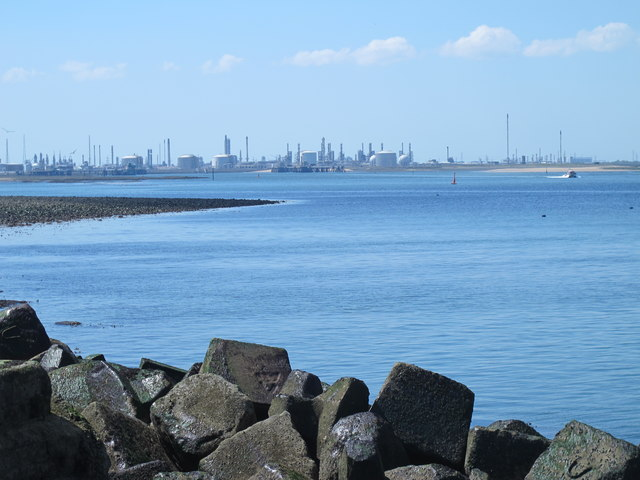
Hartlpoole, an der Mündung des Tees in die Nordsee (Tees Mouth)
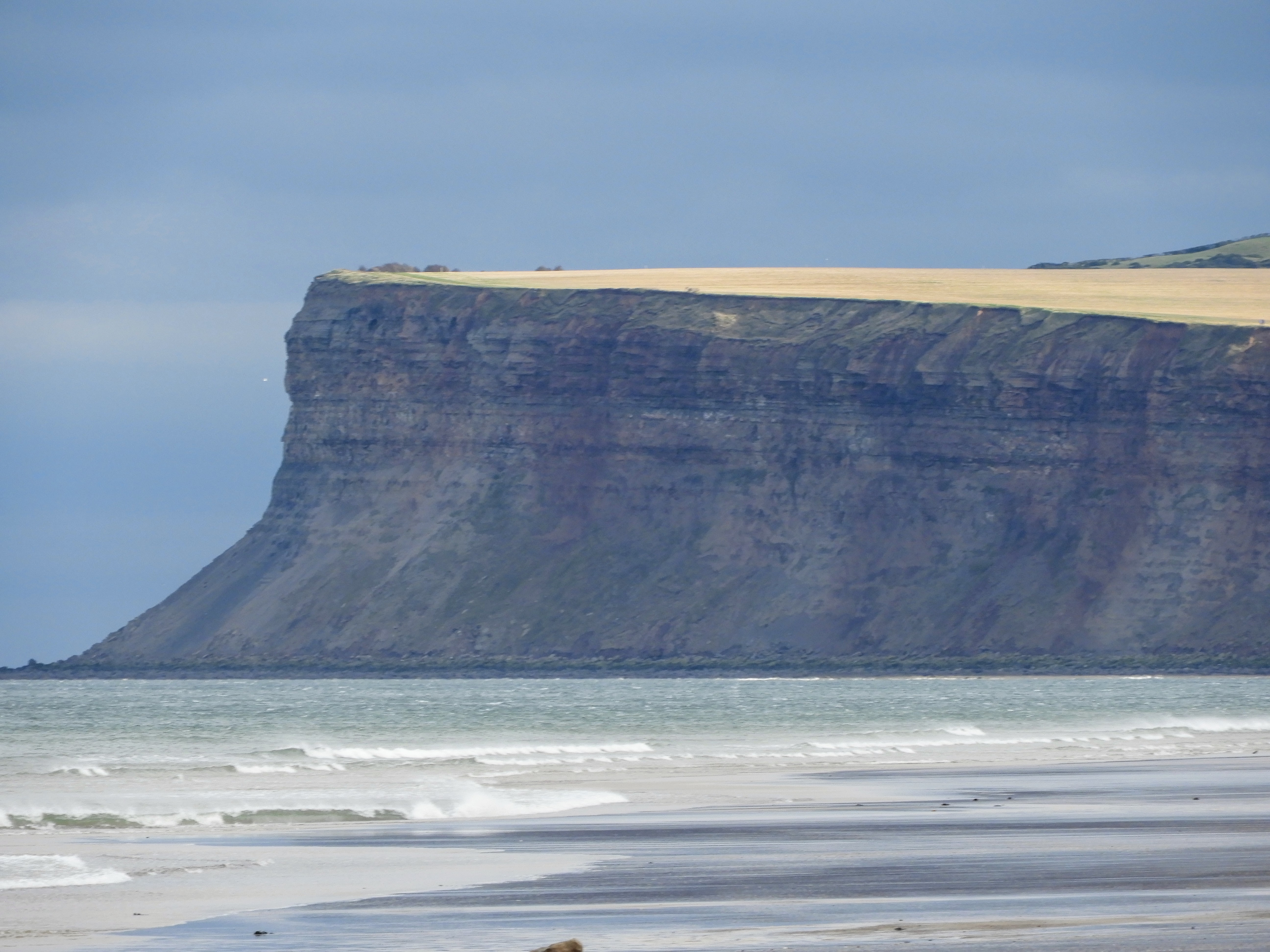
Hunt Cliff von Saltburn aus gesehen
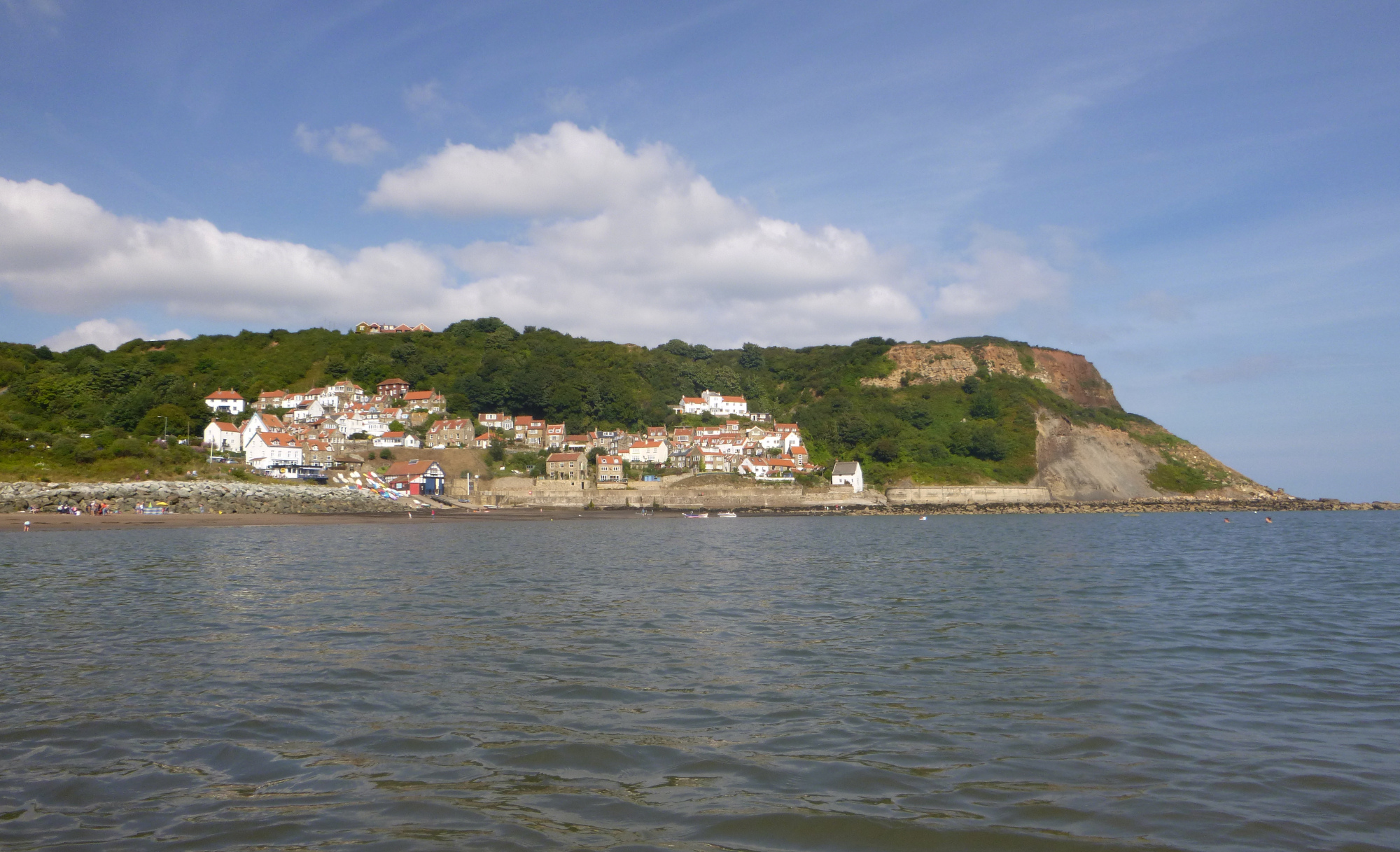
Die Runswick Bay bei Goldsborough
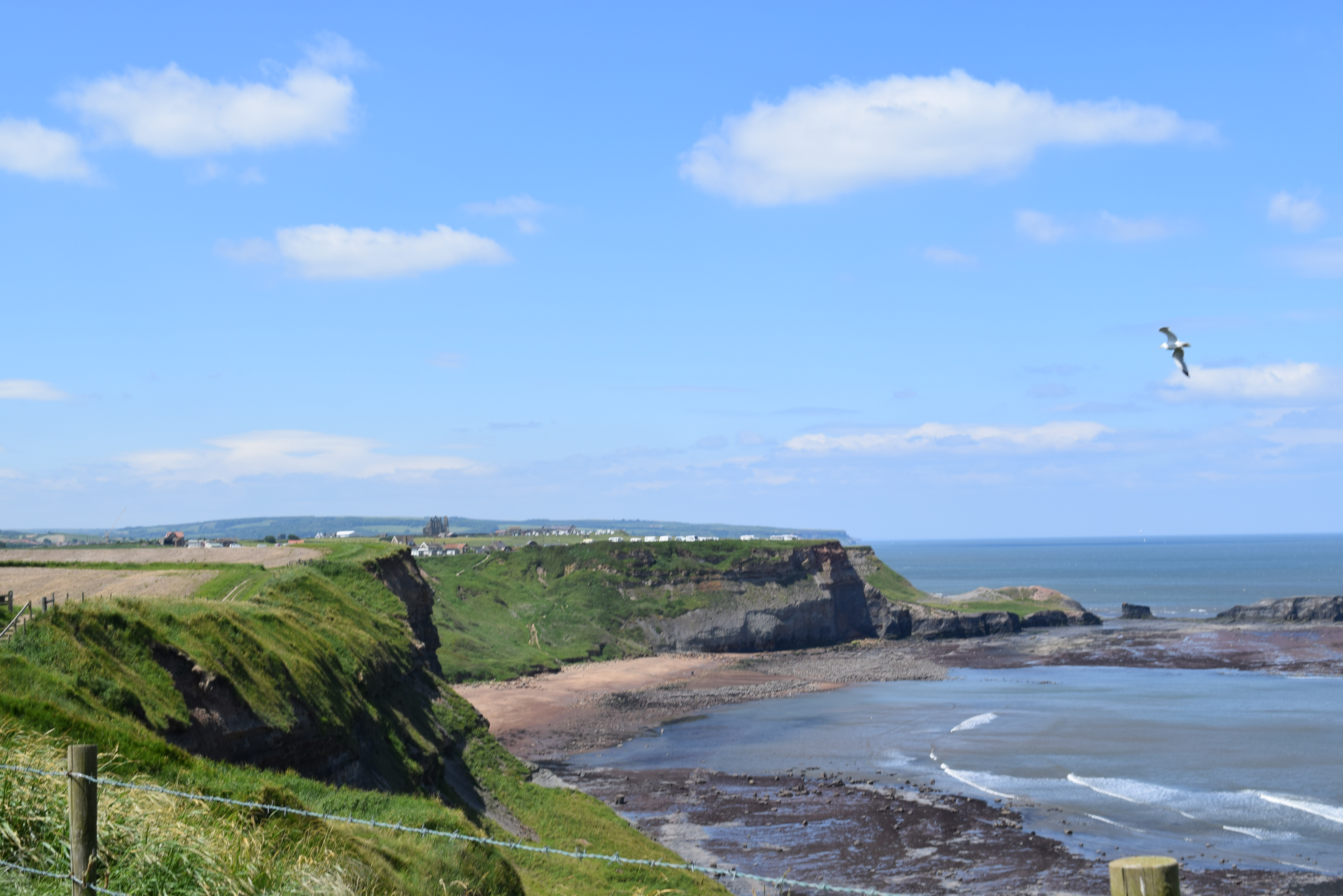
Die Nordseeküste bei Whitby
The Peak bei Ravenscar
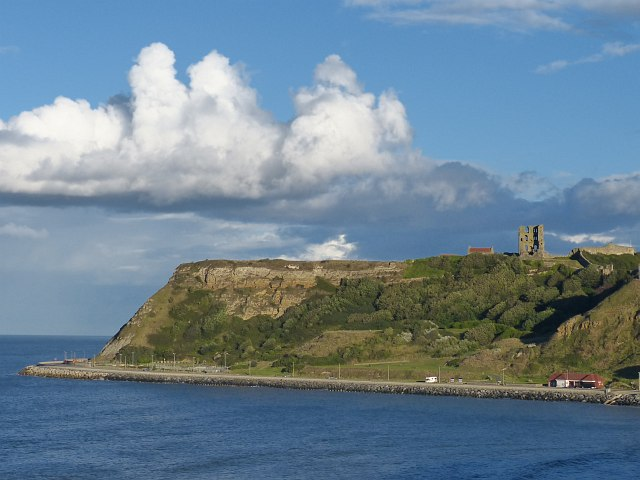
Castel Cliff bei Scarborough
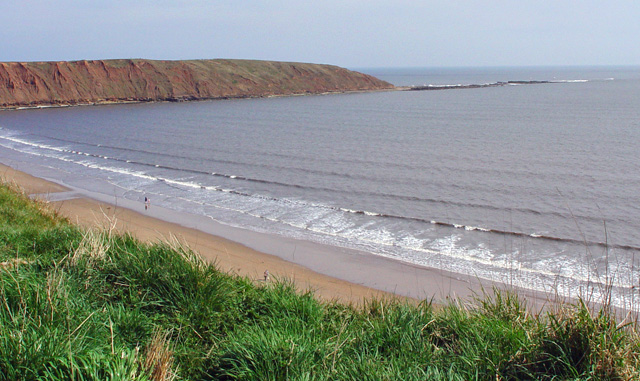
Filey Brigg/Carr Naze
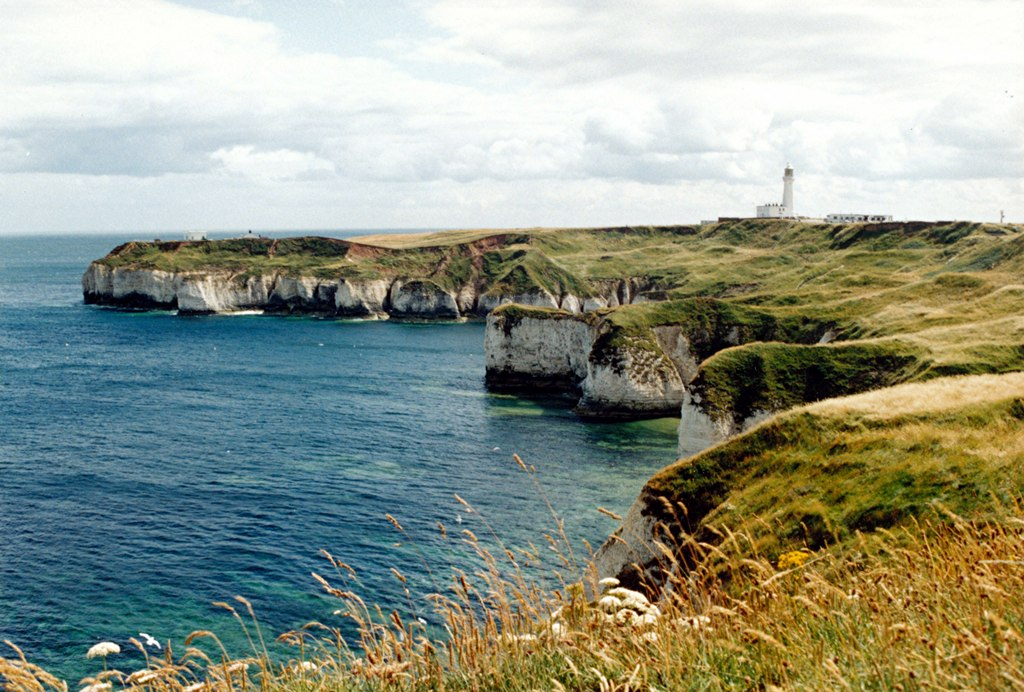
Klippen bei Flamborough Head

Seit Mitte des vierten Jahrhunderts n. Chr. häuften sich die Überfälle angelsächsischer Piraten und Plünderer auf die britischen Provinzen. Die Angeln stammten aus dem Grenzgebiet zwischen Deutschland und Dänemark, die Sachsen aus den Regionen des heutigen Norddeutschland. Der Teil Britanniens, der dem europäischen Kontinent zugewandt ist, ist der tiefer gelegene Teil der Insel und stellte für Eindringlinge kein großes Hindernis dar. Die britische Nordseeküste war damals noch weitgehend unbewacht, und man konnte deswegen auch problemlos von dort oder entlang der schiffbaren Flüsse bis weit ins Landesinnere vordringen. Ihre Beute bestand hauptsächlich aus Getreide, Vieh, Gebrauchs-/Wertgegenständen aller Art und Gefangenen. Auch schottische und irische Stämme fielen um 376 n. Chr., möglicherweise ebenfalls von See her, in die britischen Provinzen ein und konnten in der Ostküstenregion nahezu ungestört plündern. Brian Hope-Taylor hat vorgeschlagen, dass diese Stationskette eher gegen die Bedrohung durch die Pikten als gegen die Angelsachsen errichtet wurde, sich ursprünglich noch weiter nach Norden bis zum Firth of Forth erstreckte und dadurch die Patrouillen der Classis Britannica frühzeitig vor Seeräubern warnen konnte. Er postuliert, dass das Barnburgh Cliff im vierten Jahrhundert ebenfalls der Standort einer solchen Signalstation gewesen sein könnte. Allerdings wurden nördlich von Huntcliff nie archäologische oder schriftliche Beweise für derartige Einrichtungen gefunden. Wenn in spätrömischer Zeit nur diese fünf Stationen existiert haben sollten, dann könnten sie auch Teil eines lokalen Sicherungssystems gewesen sein, d. h. sie waren nur zum Schutz der Landgüter und Siedlungen im Vale of Pickering und der Stadt Eburacum (York) gedacht.
Die Bedrohungen durch Plünderer und Invasoren im 4. Jahrhundert deckten die enormen Defizite der römischen Küstenverteidigung auf. Es wurde daher auch in diesem Fall auf ein altbewährtes Alarm- und Meldesystem zurückgegriffen, um Armee, Flotte und die örtliche Bevölkerung vor drohenden Überfällen noch rechtzeitig warnen zu können. Im Norden der britischen Insel waren Signaltürme schon seit dem 1. Jahrhundert für die Sicherung von Gask Ridge, Stanegate und Hadrianswalls eingesetzt worden. Die ersten entstanden zwischen 50 und 117 n. Chr., also noch während der römischen Okkupationszeit. Es handelte sich dabei um einfache Holztürme, die von einem oder zwei Gräben, einem Erdwall und möglicherweise auch einer Palisade geschützt wurden (siehe Gask Ridge). Nach 117 wurden die Türme meist aus Stein gebaut, einige an derselben Stelle wie die früheren Holztürme. In der Spätantike ging man dazu über, größere und wesentlich massivere Steintürme (burgus) zu errichten.
Die Signalstationen in Yorkshire könnten schon während der Herrschaft des Magnus Maximus (383–388 n. Chr.) in Auftrag gegeben worden sein, und sie entstanden vermutlich alle in derselben Zeitperiode. Die von dort stammenden Münz- und Keramikfunde bewiesen, dass sie seit der zweiten Hälfte des vierten Jahrhunderts belegt gewesen sein müssen, d. h. etwa nach 380 n. Chr., in der Spätphase der römischen Besatzungszeit. Die meisten der Fundmünzen stammten wohl aus dem Sold der Stationsbesatzungen. Margaret Faull postuliert eine Reorganisation der römischen Verteidigung um 370, bei der das Kastell in Malton zum Hauptquartier der Verteidigungsorganisation in dieser Region wurde, gleichzeitig wurden Foederaten in East Riding angesiedelt, insbesondere um Sancton, wo zahlreiche Gräber aus dieser Zeit gefunden wurden. Es scheint wahrscheinlich, dass diese Reorganisation mit der Versandung des Kriegshafens in Brough on Humber und dem daraus resultierenden Rückzug oder Auflösung der Küstenschutzflotte zusammenhängt. Faull ist auch der Ansicht, dass etwa zur gleichen Zeit auch die Ansiedlung von Angelsachsen im Vale of Pickering begann. Der wahrscheinlichste historische Kontext für den Bau der Stationen scheint aber die Säuberung der Insel von Invasoren und die Neuorganisation der Provinzverteidigung im Jahr 368 durch den Comes Flavius Theodosius (365–375 n. Chr.) zu sein. Die meisten – größtenteils schon stark verfallenen – Kastelle am Hadrianswall wurden aufgegeben, als Ersatz wurde entlang der NO-Küste eine rund 60 km lange Wach- und Signalturmkette aufgebaut, deren Besatzungen entweder dem Befehlshaber der Nordgrenze oder dem der Sachsenküste unterstellt waren. Diese Befestigungsanlagen gehörten wohl zu den letzten Militärgebäuden, die von der römischen Verwaltung in Britannien errichtet wurden.
Die Signalstationen in Yorkshire hatten eine Nutzungsdauer von rund zwanzig Jahren (heute tendiert man zur Zeitperiode zwischen 370 und 402 n. Chr.), danach wurden sie bis auf die Grundmauern niedergebrannt. Sie scheinen auch nicht im Staatsalmanach Notitia Dignitatum auf. Einige ihrer Bewohner fanden dabei wohl ein gewaltsames Ende, da man in zwei Fällen dafür forensische Beweise vorgefunden hat. Die Signalstationen wurden mindestens bis ins Jahr 396 betrieben, vielleicht hängt ihre Zerstörung auch mit Stilichos Reorganisation der britischen Verteidigung Ende der 390er Jahre zusammen. Die kampfstärksten Einheiten der romano-britischen Feldarmee (comitatenses) wurden schließlich um 407 vom Usurpator Konstantin nach Gallien abgezogen und kehrten nicht mehr zurück. Man vermutet, dass die meisten Grenzsoldaten des Dux Britanniarum am Hadrianswall und die Küstenwächter des Comes der Sachsenküste (alles limitanei) aber weiter auf ihren angestammten Posten ausharrten. Ohne die mobilen Einheiten waren die britischen Provinzen jedoch erneut den Angriffen der Angelsachsen, Pikten und Iren ausgesetzt. Die Datierungen basieren auf Münzen, die in Britannien kurz nach 407 außer Gebrauch kamen, aber sie deuten darauf hin, dass die Aufgabe der Stationen erfolgte, als die römische Autorität über die Insel noch bestand – wahrscheinlich hatte sich das Frühwarnsystem in Yorkshire als weitgehend unwirksam erwiesen. Zu Beginn des 5. Jahrhunderts befanden sich Wirtschaft, Verwaltung und Militär des römischen Britannien im unaufhaltsamen Niedergang.

## Funktion
Im Laufe der Jahre wurde in Forscherkreisen viel über Sinn und Zweck dieser Kleinfestungen debattiert. Unbestritten ist, dass sie Teil einer Beobachtungs- und Signalkette waren, mit der feindliche Aktivitäten entlang der Küste überwacht und weitergemeldet werden sollten. Sie bildeten, wie an anderen Limites auch, das Bindeglied zwischen Kastellen, Flottenbasen und Städten. Bei Sichtung von verdächtigen Schiffen wurde auf der obersten Plattform des Turms entweder ein Feuer entzündet oder dichter Rauch erzeugt, die übrigen Stationen folgten dem in gleicher Weise. Man konnte damit relativ rasch und einfach alle Militär- und Flottenstützpunkte an der Sachsenküste alarmieren, damit noch rechtzeitig Abwehrmaßnahmen ergriffen werden konnten. Elisabeth Reid ist hingegen der Auffassung, dass die Signalstationen nie Teil des Sachsenküstenlimes waren, sondern dass ihre Errichtung (und der Einsatz landgestützter Streitkräfte) mit der Neuorganisation der Küstenverteidigung im NO nach Aufgabe des Marinestützpunktes in Brough-on-Humber in Zusammenhang steht. Vermutlich näherten sich die Plünderer wahrscheinlich nur nachts der britischen Küste, wenn die Sichtweite nicht mehr als 1–2 km beträgt. Wenn sie dabei Lichter angezündet hätten, was als ziemlich unwahrscheinlich erscheint, hätte man auch den Schein einer Öllampe noch kilometerweit sehen können.
Für die Signalübermittlung verwendete man wohl Fackeln und Feuerkörbe, oder für Blinksignale vielleicht auch polierte Metallplatten aus Kupfer oder Bronze. Allerdings hätte es in Goldsborough dafür einen sehr hohen Turm erfordert, um die Signale ins benachbarte Ravenscar übermitteln bzw. umgekehrt von dort auch welche empfangen zu können. Im Übrigen waren alle hier beschriebenen Turmstellen von ihren benachbarten Stationen aus nicht zu sehen, es existieren daher noch große Wissenslücken über dieses Frühwarnsystem. Es muss in dieser Region noch wesentlich mehr als die bislang fünf bekannten Stützpunkte gegeben haben, die in Boulby, Whitby und Bridlington vermutet werden, aber – wahrscheinlich – durch die starke Küstenerosion in dieser Region längst verloren gegangen sind (in spätrömischer Zeit verlief die Wasserlinie mehrere Kilometer weiter östlich des heutigen Küstenstreifens). Auch der intensive Alaunabbau während der Industriellen Revolution veränderte die Küste in Yorkshire an manchen Stellen dramatisch, was wohl ebenfalls dazu beitrug, dass sämtliche Spuren der noch fehlenden Signalstationen ausgelöscht wurden.
Eine Alternative wäre gewesen, dass man über Signaltürme im Landesinneren mit den dortigen Kastellen – wie z. B. Derventione (Malton) – in Verbindung stand, aber es hätte dann trotzdem noch einige Zeit erfordert, bis die dort stationierte, berittene Numerieinheit aufgesessen und die Küste erreicht, oder versucht hätte, wenigstens diejenigen Plünderer abzufangen, die schon ins Hinterland vorgedrungen waren. Sie wurde im späten vierten Jahrhundert aus Petuaria (Brough on Humber) dorthin verlegt. Brough-on-Humber, war damals der Hafen der nordbritannischen Metropole Eburacum und Standort einer römischen Flottenbasis, der allerdings um 360 versandete. Die dortige Marineeinheit wurde ebenfalls (noch vor 370) für andere Aufgaben nach Malton verlegt. Es ist plausibel, dass die Stationsbesatzungen und die Kavallerieeinheit in Derventione bei der Küstensicherung zusammenarbeiten sollten. Da dieses Kastell jedoch 35 km vom nächstgelegenen Ort an der Küste (Filey) entfernt liegt und man auch die Zeit berücksichtigen muss, um eine Nachricht per Leucht-/Rauchsignale oder Kurier dorthin zu übermitteln, ist es unwahrscheinlich, dass die Reiter in der Lage waren in weniger als einem halben Tag die Küstenregion zu erreichen. Wahrscheinlich waren sie nicht dazu gedacht, vorrangig eine feindliche Landung zu unterbinden, stattdessen bestreiften ihre Patrouillen wohl nur das dichter besiedelte Inland. Erst im Alarmfall rückte man in voller Stärke aus, um die Hauptstraßen und größeren Siedlungen im Landesinneren zu schützen. Sicher warnten die Leuchtfeuer nicht nur die im Nahebereich der Stationen lebende Zivilbevölkerung, sondern auch die Angreifer davor, dass sie entdeckt worden waren, was sie dann eventuell dazu bewogen hat, wieder abzudrehen oder ihre ursprünglichen Absichten zu ändern.
Die Stationen alarmierten im Ernstfall, neben den Binnenkastellen, wohl auch die Flottenbasen und Kastelle an der Sachsenküste. Alistair McCluskey glaubt, dass auch die Küstenwächter nur den Rückzug der Plünderer stören, nicht aber deren Landung verhindern sollten. Die relativ gut befestigten Signalstationen wären (da Plünderer auch mehr oder weniger unter Zeitdruck standen), bei entschlossener Verteidigung, für sie nur schwer zu erstürmen gewesen. Weiters hätten ihre Besatzungen, sobald die Eindringlinge auf Raubzug waren, u. a. auch die am Strand zurückgelassenen Boote verbrennen können. Es wäre auch möglich, dass die Stationen als Zuflucht für Provenziale dienten, die in den Siedlungen an der Küste lebten.

## Garnison
Die Signalstationen waren mutmaßlich mit lokal angeworbenen Milizionären bemannt (populares/gentiles) worden. Strittig ist, wenn sie unterstanden, dafür in Frage kämen der
- Comes litoris Saxonici per Britanniam (OB der Garnisonen am litus saxonicum) oder alternativ der
- Dux Britanniarum (OB der Garnisonen am Hadrianswall bzw. der Kastelle in Nordbritannien).[27][28]

Einige der in den Stationen ausgegrabenen Artefakte, insbesondere Frauenschmuck, lassen darauf schließen, dass sie dort zusammen mit ihren Familien lebten, für spätantike Festungen nichts Ungewöhnliches. Im Brunnen der Huntcliffstation fand man zudem die menschlichen Überreste von Frauen und Kindern. Es wurden jedoch keine eindeutigen Beweise für die militärische oder zivile Präsenz von Angelsachsen gefunden. Die Ausgräber in Goldsborough kamen weiters zu dem Schluss, dass die beiden Männer, deren Überreste dort gefunden wurden, romano-britischer Herkunft waren, repräsentativ für all jene, die auch anderswo in vielen römischen Gräbern auf englischen Boden gefunden wurde. Es ist jedoch fraglich, inwieweit nur aus Knochenresten eindeutige Rückschlüsse auf ihre ethnische Herkunft gezogen werden können. Margaret Faull ist der Ansicht, dass die Garnisonen ausschließlich aus Romano-Briten bestanden und dass insbesondere der hohe Anteil an Frauen, Kindern und Alten unter den Toten von Huntcliff darauf hinweist, dass in der Nähe dieser Signalstationen auch ein Dorf (vicus) existiert haben muss. Aufgrund dieser Beweise ist es also sehr wahrscheinlich, dass diese Kleinfestungen von Milizionären und nicht von regulären Soldaten (milites) oder Seeleuten (classiari) der Classis Britannica besetzt waren, obwohl ihr Einsatz anderswo im Norden von Peter Salway in Frage gestellt wurde. Bislang fand man auch keine Anzeichen dafür, dass Rom dort angelsächsische foederati eingesetzt hat. Es gibt allerdings Hinweise auf die Anwesenheit germanischer Offiziere in Malton (zwischen den 350er und 360er Jahren) und seit dem Beginn des 5. Jahrhunderts von Angelsachsen in der Nähe zweier Signalstationen, möglicherweise auch früher. Sie lebten offensichtlich inmitten der einheimischen Bevölkerung und verwendeten in Britannien produzierte Töpferwaren, was darauf hindeutet, dass sie dort gut integriert waren.

## Signalstationen
Die spätrömischen Signalstationen in Yorkshire waren wahrscheinlich als weitgehend autonom existierende Kleinkastelle konzipiert worden und lagen an guten Aussichtspunkten auf Landzungen oder Klippen. Alle wurden offensichtlich nach einem vorgegebenen Plan, in Abständen von 15 bis 20 km an der Küste errichtet und – laut der Bauinschrift aus Ravenscar – als „turrem et castrum“ bezeichnet. Sie bestanden aus einem Kernwerk (ein Leuchtturm aus Stein oder Holz), umgeben von einem Graben, der durch einen breiten Wall von der Umwehrung getrennt war, sowie einer Ringmauer, die nur durch ein sehr einfach gestaltetes Tor betreten werden konnten. Die Ringmauern, mit Treppenaufgängen zum Wehrgang, waren zusätzlich mit vier kleinen, runden oder halbrunden Ecktürmen verstärkt, auf denen evtl. auch Torsionsgeschütze aufgestellt gewesen sein könnten. In Goldsborough und Huntcliff fanden die Ausgräber zudem in den Innenhöfen Brunnen vor. Die Besatzungen waren wahrscheinlich in an die Mauer angebauten Baracken oder im Turm selbst untergebracht. Für diese Befestigungen wird allerdings in der heutigen Forschung die Bezeichnung „Kleinfestung“ bevorzugt. Die Benennung solcher Befestigungen könnte für die Forschung letztendlich aber gar nicht so wichtig sein, denn die Römer selbst dürften auch nicht streng zwischen Wachturm und burgus unterschieden haben.
Die genauen Baumerkmale bzw. das Aussehen der Kernwerke sind nicht bekannt, es ist möglich, dass sie stufenförmig aufgebaut waren, wie im Fall der beiden Leuchttürme in Dover, der östliche wurde allerdings schon um 50 n. Chr. errichtet und um 130 noch einmal umfassend umgebaut. Alternativ könnten die Türme auch nach oben hin verjüngt gewesen sein, wie die Darstellung eines Signalturms auf der Trajanssäule zeigt. Sie waren wahrscheinlich mit einem pyramidenförmigen Dach über dem Wachraum und mit größeren Fenstern im Obergeschoss versehen, die als Schießscharten und zur Küstenbeobachtung genutzt werden konnten. Im obersten Stockwerk könnte, wie bei manchen Limestürmen an Rhein und Donau, eventuell auch noch ein umlaufender Holzbalkon angebaut gewesen sein. Die Alternative hierzu wäre, dass sie gar kein geschlossenes Dach hatten, sondern durch eine offene Plattform (vielleicht mit Zinnen als Brustwehr) abgeschlossen waren, wie sie auf einer Rekonstruktionszeichnung von Guy de la Bédoyére zu sehen ist. Welche Höhe die Türme und Ringmauern erreichten ist nicht bekannt, 22 m (mit 10 m hohen Stockwerken) werden als Mindesthöhe für die Türme angenommen, diese benötigten die Verteidiger, um über die Ringmauer hinweg noch in den dahinter liegenden Graben schießen zu können, da Angreifer ansonsten dort Deckung finden konnten. Für jede Signalstation wurden hierfür von den Ausgräbern aber unterschiedliche Höhenmaße angegeben. Die großen Steinblöcke mit eingemeißelten Löchern an der Oberseite, die im Erdgeschoss der Türme von Huntcliff, Goldsborough, Scarborough und Filey gefunden wurden, werden als Pfostenschuhe interpretiert, in denen die Stützpfeiler für die Böden der oberen Stockwerke eingepasst waren. White nimmt an, dass die Türme zur Gänze aus Holz bestanden.
Die Unterkünfte für die Soldaten befanden sich wohl im Untergeschoss der Türme. Allerdings könnten zwei Plattformen im Hof von Huntcliff die Reste von Kasernen oder Hütten sein, die in diesem Fall Platz für etwa sechs Männer oder eine Familie geboten hätten. Zu den in den Stationen aufgefundenen Utensilien zur Nahrungszubereitung zählten Tonschüsseln, Krüge und Kochtöpfe, zwei Holzschüsseln wurden aus dem Grund des Brunnenschachts in Huntcliff geborgen. Die untere Hälfte einer Getreidemühle wurde in der nordöstlichen Ecke des Turms von Goldsborough ausgegraben. Auch bei den Ausgrabungen in Filey wurde das Fragment einer Handmühle gefunden, was darauf hindeutet, dass im dortigen Turm ebenfalls Getreide gemahlen wurde. Ihr römischer Ursprung ist allerdings unsicher. Darüber hinaus wurden in Goldsborough zwei größere Öfen beobachtet, die zum Backen oder Kochen verwendet worden sein müssen. Sie befanden sich (wohl aus Gründen des Brandschutzes) außerhalb der Umwehrung, knapp an der Nordmauer und beide waren in den Fels gehauen worden. Dies könnte auch bedeuten, dass die Station wohl nicht ständig von Angriffen bedroht war.
Die Überreste der Stationen sind heute, wenn überhaupt, nur noch als Bodenerhebungen erkennbar, die unterirdischen Strukturen kann man nur auf Luftaufnahmen erkennen. Die archäologischen Ausgrabungen gaben Aufschluss über ihren Aufbau und Nutzung, die damaligen Umweltbedingungen und die Lebensgewohnheiten ihrer Bewohner. Diesbezügliche Funde haben sich vor allem in den Schichten der Grabenverfüllungen erhalten. Weiters vermittelten sie wertvolle Einblicke in die Besiedlung dieses Gebietes während der spätrömischen Zeit und die Ursachen für ihren Niedergang. Nur die Station in Filey wurde nach modernen wissenschaftlichen Methoden ausgegraben. Es ist jedoch unwahrscheinlich, dass man von den anderen Standorten noch mehr Erkenntnisse gewinnen könnte, da ein Großteil der Befunde durch unprofessionelle Ausgrabungen und Schatzsucher verloren ging und eine der Stationen bereits komplett ins Meer gestürzt ist. Die besten Voraussetzungen für eine neue Ausgrabung nach modernen Standards böte heute die Station von Ravenscar.

### Huntcliff
| Beschreibung/Zustand | Lage                              |
| --- | --------------------------------- |
| Befunde Die Station stand nahe des höchsten Punkt der Hunt Cliff, dem Warsett Hill. Diese erhebt sich etwa 111 m über der Küstenlinie und liegt 2,4 km östlich der Stadt Saltburn-by-the-Sea und etwa 3 km von der Mündung des Tees entfernt. Warsett Hill liegt 0,8 km südlich der Abbruchkante der Klippe und erreicht eine Höhe von 167 m. Die Wehranlage befand sich im Süden, zwischen der Abbruchkante und dem Warsett Hill. Die dortigen Sichtbedingungen hängen von der Höhe des Aussichtspunktes und der Wetterlage ab. Die Nordsee ist häufig von Nebelschwaden und tief hängenden Wolken bedeckt. Von Huntcliff aus beträgt die maximale Sichtweite – bei außergewöhnlich guten Wetterbedingungen – ungefähr 50 km, ansonsten höchstens 35 km, auch Huntcliff ist oft in dichte Wolken gehüllt was eine erhöhte Wachsamkeit der Garnison erforderte. - Umwehrung: Die Anlage war von einer etwa 3,25 m hohen Mauer, an den Ecken abgerundet und mit halbrunden Bastionen verstärkt, umgeben. Die Höhe der Außenmauer (inklusive Brustwehr) könnte 6,7 Meter betragen haben, wodurch der Wehrgraben sowohl von der Ringmauer als auch vom Turm aus gut eingesehen werden konnte. - Südtor: Die Anlage konnte durch einen, nach innen vorspringenden Torbau betreten werden. Die Durchfahrt war etwa 2,18 m breit und führte in einen ungepflasterten, ca. 50 m² großen Innenhof. - Kernwerk: Im Zentrum der Anlage stand ein quadratischer Turm, man nimmt an, dass er eine Höhe von etwa 17,8 m (mit Dach eventuell auch 21 m) erreichte und über zwei oder drei Stockwerke verfügte. Von den Innenbauten war nur wenig erhalten geblieben, man fand auf der Südostseite noch geringe Spuren von Mauerzügen. - Brunnen: Die Frischwasserversorgung der Garnison wurde durch einen runden 4,2 m tiefen und 1,8 m breiten Brunnenschacht im Hof gewährleistet. - Wehrgraben: Zusätzlich war um die Station ein ovaler, im Schnitt V-förmiger Graben, 10 m breit und 3,5 m tief, angelegt worden. Forschungsgeschichte 1862 waren drei Arbeiter im Dienst des Brough House in der Nähe des Gipfels der Hunt Cliff mit Erdarbeiten beschäftigt, als sie dabei auf – offensichtlich sehr altes – Mauerwerk stießen. Sie meldeten den Fund ihren Vorgesetzten, zwei Geistlichen namens Greenwell und Atkinson, die die Mauerreste danach genauer begutachteten. Etwas später wurden noch weitere Funde ausgegraben und korrekt als römisch identifiziert, aber diesbezüglich keine weiteren Nachforschungen angestellt. 1911 wurden diese von William Hornsby und Richard Stanton bei einer Auktion für drei Pence erworben. Sie forschten danach einen gewissen James Bell aus, der die 1862 die Erdarbeiten beaufsichtigt hatte und ihnen auch die genaue Lage der Fundstelle angeben konnte. Als die Grabung von 1911 startete, war schon mehr als die Hälfte des Stationsareals ins Meer abgerutscht, nur der südliche Teil war noch einigermaßen gut erhalten. Die Station wurde wahrscheinlich im späten 4. Jahrhundert erbaut und war etwa 20 Jahre durchgehend belegt. Bis 1979 war die Wehranlage durch Bodenerosion vollständig verschwunden. Heute ist sie durch eine Infotafel markiert, die östlich von Saltburn am Cleveland Way aufgestellt wurde. Fundspektrum Als man den Brunnenschacht aushob, stieß man auf menschliche Überreste, darunter auch Frauen und Kinder. Sie gehören vermutlich zu vierzehn oder fünfzehn Individuen beiderlei Geschlechts im Alter von einem oder zwei bis etwa 65 Jahren. Einige Knochen konnten einer Familie zugeordnet werden, die aus einem, mutmaßlich, 65-jährigen Mann, einer etwa 22-jährigen Frau und zwei kleinen Kindern bestand, zwei und acht Jahre alt. Bis auf ein Schienbein eines 1,82 m großen Mannes wiesen die Knochen auf eher kleinwüchsige Personen hin, wobei der erstere etwa 1,62 m groß war, die Frau noch etwas kleiner. Ihre Schädel waren breit und mit niedriger Stirn. Einer davon wies eine tiefe Schnittspur einer Blankwaffe auf. Vermutlich handelte es sich bei ihnen um Flüchtlinge oder um die Angehörigen der Stationsbesatzung. Sie wurden offensichtlich im Zuge eines Überfalls getötet, bei der das Kleinkastell gestürmt und niedergebrannt wurde. Ihre Leichen wurden danach einfach in den Brunnen geworfen. Diese Praxis war im unruhigen 3. und 4. Jahrhundert anscheinend weit verbreitet, wie auch die Knochenfunde in den römerzeitlichen Brunnen der Villa Rustica (Burgweinting) und Kaiseraugst beweisen. Solche Funde können in der Regel mit politischen Unruhen bzw. kriegerischen Handlungen in Verbindung gebracht werden. Die Leichname sollten das Wasser im Brunnen ungenießbar machen und damit die weitere Nutzung der jeweiligen Ansiedlung verhindern. In den untersten Schichten des Brunnens fand man eine römische Münze, römische Keramikscherben, eine Ledersandale, zwei Holzschalen, die Fragmente eines Rades aus Eichenholz und den Rest eines schwarzen Wollstoffes die im feuchten Schlamm erhalten geblieben waren. Es wird vermutet, dass das Rad – Durchmesser 1,14 m – ein Teil des Hebemechanismus für den Wassereimer war. Zusätzlich konnten vom Grabungsareal weitere römische Keramikscherben und 25 Bronzemünzen, von denen die frühesten aus dem Jahr 337 n. Chr. stammen und Kaiser Constantius II. (337–361) zeigen, die jüngsten aus den Jahren 395–408 n. Chr., geborgen werden. Zu den weiteren Funden zählte ein eisernes Axtblatt, ein Bronzegefäß, zwei bronzene Ringfibeln, und ein Gagat-Fingerring, Fragmente einer Bronzekette und vermutlich silbernen Halskette aus gedrehter Kordel mit Öse. Sie wurde zusammen mit zehn römischen Münzen gefunden. Hornsby und Stanton vermuten, dass sie Teil eines Verwahrdepots gewesen sein könnte. Insgesamt wurden an dieser Stelle 25 Münzen geborgen, nur eine war aus Silber, aus der Zeit des Gratian (367–383) und wurde zwischen 367 und 375 geprägt, die übrigen waren aus Bronze und stammen hauptsächlich aus der Zeit von Valentinian I. (364–375) und Gratian, was darauf schließen lässt, dass die Signalstation nicht viel früher als 370 belegt und zwischen 390 und 395 wieder verlassen bzw. zerstört wurde. Allerdings könnten sich damals auch Zivilisten aus der Region dorthin geflüchtet haben. Zu den Keramikscherben gehörten ein kleines, stark abgenutztes, Randfragment römischer Samian-Ware und vier Fragmente Castor-Ware, die wahrscheinlich zu ein und denselben Gefäß gehörten. Außerdem eine größere Menge der sog. „Huntcliff-Ware“, eine für diese Region charakteristische, mit schwarzem Kalzitschicht bestreuten Keramikvariante, dickwandig mit einem stark gebogenen Rand (oft mit einer Rille an der Innenseite der Lippe), die nur eine begrenzte Auswahl an Formen aufweist. Sie wurde vom 1. Jahrhundert bis zum 4. Jahrhundert n. Chr. in East Yorkshire produziert und war dort weit verbreitet. Die Verwendung des Begriffs ist aber noch umstritten, da er suggeriert, dass sie auch in Huntcliff hergestellt wurde. Es wurden dort jedoch keine Brennöfen gefunden, aufgrund des Verbreitungsgebietes wird die Töpferei vielmehr im Vale of Pickering, vermutet. Der Begriff stammt aus dem Bericht, in dem diese Gefäße erstmals als eigenständiger Typ erwähnt werden. Ein Bericht über die Ausgrabungen wurde 1912 im „The Journal of Roman Studies“ abgedruckt. Die Funde befinden sich heute in der Sammlung des Whitby Museum. | (54° 34′ 51,6″ N, 0° 55′ 37,2″ W) |

### Goldsborough
| Beschreibung/Zustand | Lage                           |
| --- | ------------------------------ |
| Befunde Die Station stand nahe Goldsborough im Ortsteil Kettle Ness. Kettle Ness liegt am östlichen Ende der Runswick Bay, die Klippen erheben sich dort über 114 m über dem Meeresspiegel. Die Fundstätte befand sich an der Ostseite einer Nebenstraße nach Goldsborough, etwa 800 m von der heutigen Küstenlinie entfernt, von wo man aus auch die gesamte Runswick Bay überblicken kann. Sie war die am besten erhaltene römische Station die man in Yorkshire fand. Heute markiert eine Informationstafel ihren Standort, aber die – flächenmäßig 30 × 30 m messende – Wehranlage ist auch noch als leichte, ca. 1,4 m hohe Bodenerhebung auf einem Feld zu erkennen. - Umwehrung: Das Kernwerk war von einer etwa 9 m hohen und 1,22 m starken Mauer umgeben, die an jeder ihrer abgerundeten Ecken mit einer kleinen Rundbastion (3,2 m im Durchmesser) verstärkt war. - Südtor: Das sehr einfach konstruierte, nach innen vorspringende Tor, hatte einen 3 m breiten und 3,12 m langen Durchgang der in den 32 m² großen Innenhof führte. An der Westwand des Torhaus wurden auch die Fundamente für einen Treppenaufgang gefunden, diesbezügliche Spuren gab es auch an seiner Ostseite. Diese Treppenaufgänge führten wohl (falls vorhanden) zum oberen Wachraum des Tores, zum Wehrgang und zu den vier Eckbastionen. - Kernwerk: Der zentrale – vermutlich um die 24 m hohe – Turmbau (inklusive Dach) bedeckte eine Fläche von 9,9 m², stand auf treppenförmig angelegten Fundamenten und hatte massive Seitenwände. Der Zugang erfolgte durch eine Tür direkt gegenüber dem Südtor. In der nordwestlichen Ecke des Turms befand sich eine kleine Kammer. In seinem Erdgeschoss lagen sechs quadratische Steinblöcke mit an der Oberseite eingemeißelten, rechteckigen Löchern, angeordnet in zwei parallelen Reihen. Die dort eingesetzten Balken trugen die Holzkonstruktion und Böden der oberen zwei oder drei Stockwerke. - Brunnen: Der neben dem Tor befindliche Brunnenschacht war bemerkenswerterweise im Südosten nicht mit Steinen ausgekleidet worden. Er hatte einen Durchmesser von etwa 1,8 m, war 2,6 m tief und ist noch heute anhand einer Mulde in der südöstlichen Ecke des Hügels erkennbar. - Wehrgraben: Zusätzlich war um die Station ein ovaler, im Schnitt V-förmiger Graben, 3,6 m breit, 1,2 m tief, ausgehoben worden, der an einigen Stellen aus dem Fels herausgemeißelt werden musste. Die Breite der Berme betrug rund 10 m. Es wurden jedoch keinerlei Spuren eines Dammwegs oder einer Brücke über den Graben gefunden. Forschungsgeschichte Die Station wurde offenbar bereits im Jahr 1891 von einem Pfarrer namens Atkinson entdeckt. 1918 stießen die Archäologen Hornsby und Laverick bei ihrer Grabung in der südöstlichen Ecke des Turms auf zwei gut erhaltene Skelette. Beim ersten handelte es sich um die Überreste eines vom Körperbau her kleinen, untersetzten Mannes. Die forensische Untersuchung ergab, dass man ihm gepackt und dabei seine linke Hand, an der noch ein Bronzering steckte, auf den Rücken gedreht hatte, woraufhin er sich mit der rechten an der Wand abgestützt haben muss. Dann stach man ihm in den Rücken und er fiel offensichtlich vornüber in die noch schwelende Glut einer offenen Feuerstelle, zudem wies sein Kopf schwere Hiebverletzungen auf. Das Skelett eines etwas größeren Mannes lag, ebenfalls in Bauchlage, im rechten Winkel zu den Füßen des ersten Opfers. Unter ihm stieß man auf die Knochen eines großen und kräftig gebauten Hundes, dessen Kopf noch an seiner Kehle und die Pfoten auf seinen Schultern lagen. Man vermutet, dass das Tier einen der Eindringlinge angefallen hat und dabei getötet wurde. In der Nähe der Füße des zweiten Skeletts lagen zwei Silbermünzen. Man fand auch Anzeichen dafür, dass der Turm niedergebrannt worden war. Ob diese Szene eine Momentaufnahme der Erstürmung der Station durch barbarische Invasoren darstellt und sich die romano-britische Garnison dabei mit allen Mitteln verteidigt hat, muss mangels aussagekräftiger Funde unbeantwortet bleiben. Fundspektrum 1918 konnten 21 römische Münzen geborgen werden, zwei davon waren Silbermünzen aus der Zeit des Usurpators Eugenius (392–394) und des weströmischen Kaisers Honorius (392–423), die übrigen waren aus Bronze. Die Ausgrabungsstätte brachte nur sehr wenig Keramik hervor, das meiste davon war nur grob gearbeitete Grauware und zwei Schüsseln von etwas besserer Qualität. Zudem konnten drei menschliche Schädel, Tierknochen und ein kleines Stück Wollstoff aus dem Brunnenschacht sichergestellt werden. Es war sehr grob gewebt, stark abgenutzt und ursprünglich von dunkelbrauner Farbe. Weitere Funde waren ein Fragment eines in sich verdrehten Bronzearmbands, ein Ring mit einer Art Schlüsselbart und ein sehr einfach gearbeiteter Fingerring aus Bronze. Die Ausgräber von 1918 schlossen aus den Befunden, dass die Belegung der Signalstation nur von relativ kurzer Dauer gewesen sein kann, laut Münzreihe von 370 bis 395, danach wurde sie wieder aufgegeben bzw. zerstört. Wie in Huntcliff könnten sich nach Abzug der Garnison Vertriebene aus der Region hinter die Mauern der Signalstation geflüchtet haben. Die Münzen befinden sich heute in der Sammlung des Whitby Museum. Wade's Causeway Eine nahe gelegene Römerstraße, heute als Wade's Causeway bekannt, führte in den Norden der Insel. Sie verlief zwischen Cawthorn und Lease Rigg und von dort wahrscheinlich weiter nach Goldsborough, mit einer Abzweigung nach Whitby, wo sich möglicherweise ein Kastell befunden hat. Eine andere Römerstraße führte wahrscheinlich von Malton nach Filey mit einer Abzweigung nach Scarborough. Die Trasse des Wade's Causeway durch das Wheeldale Moor auf ist eine der wenigen noch sichtbaren Römerstraßen in England; auf diesem Streckenabschnitt kann man das noch gut erhaltene Straßenfundament sehen. | (54° 31′ 26,2″ N, 0° 42′ 0″ W) |

### Whitby
| Beschreibung/Zustand | Lage                             |
| --- | -------------------------------- |
| Befunde Man nimmt an, dass sich einst auch bei Witby eine römische Signalstation befand. In diesem Fall wäre es sogar möglich, dass das ebenfalls dort vermutete Kastell das Operationszentrum für das Frühwarnsystem an der Nordostküste Britanniens war. Die Station muss auf einer Anhöhe gestanden haben, d. h. mit gutem Ausblick auf die Mündung des Esk. Wenn dem so wäre, würde sich hierfür das East Cliff als Standort anbieten, ihre Überreste könnten aber aufgrund der erheblichen Bodenerosion schon vor Jahrhunderten ins Meer abgerutscht sein. Seit römischer Zeit ist dort ein mehr als dreihundert Meter breiter Küstenstreifen im Meer verschwunden. Whitby liegt an der Mündung des Esk, und damit genau im Zentrum der bislang bekannten, rund 60 km langen Stationskette. Es existieren zwar bis dato keine archäologischen Beweise, aber der frühmittelalterliche Ortsname deutet darauf hin, dass in Whitby tatsächlich eine Signalstation gestanden hat. Die erste Abtei in Whitby wurde 657 n. Chr., in der Regierungszeit König Oswius von Northumbrien (642–670), als Doppelkloster Streonæshalch (= Streons Halbinsel) in der „Bucht des Leuchtturms“ gegründet. Angesichts der fast identischen Bauausführung und ihrer nahezu deckungsgleichen Nutzungsdauer können diese Stationen nur im engen Verbund ihren Zweck erfüllt haben, und eine reibungslose Kommunikation durch ein uneingeschränktes Sichtfeld waren eine wesentliche Voraussetzung für die Funktionsfähigkeit des Frühwarnsystems. Die Stationen nördlich und südlich von Whitby – Goldsborough bzw. Ravenscar – sind von dort aus nicht zu sehen, Whitby würde diese Lücke schließen. Der dortige Leuchtturm hätte dafür zwischen 45 und 50 m hoch gewesen sein müssen (bei einer angenommenen Höhe des seit der Spätantike verlorengegangenen Abschnittes der Klippe von 55 m), um eine direkte Sichtverbindung über den High Normanby zur benachbarten Station Ravenscar zu gewährleisten. | (54° 29′ 20,8″ N, 0° 36′ 4,3″ W) |

### Ravenscar
| Beschreibung/Zustand | Lage                             |
| --- | -------------------------------- |
| Befunde Die Identifizierung als römische Signalstation beruht auch auf ihren mutmaßlichen Standort, der höchste Punkt einer Landzunge, genannt „The Peak“, vergleichbar mit den anderen Standorten dieser Wehranlagen in Yorkshire. Im Jahr 1774 war Raven Hall nur halb so groß wie heute. Es wurde 1831 umgebaut und 1895 nach Norden erweitert und in ein Hotel umgewandelt. Die Signalstation liegt entweder unter dem Nordflügel des Hotels oder in den Gärten unmittelbar nordöstlich. Sie könnte jedoch auch schon 1540 teilweise oder vollständig beim Bau der Peak House Farm zerstört worden sein. Forschungsgeschichte Die Ravenscar-Stätte ist der früheste Beweis für die Existenz eines römischen Signalturms oder Kleinkastells, auf dem Areal wurden jedoch nie sachdienliche Ausgrabungen durchgeführt. 1774 wurden an der Nebenstraße von Scarborough nach Robin Hood’s Bay, etwa 14 km nördlich der Hafenstadt, im Zuge der Bauarbeiten eines Herrenhauses, Raven Hall (oder Peak Hall), einige römische Artefakte entdeckt. Das wichtigste davon ist das Fragment einer Sandsteinplatte, sie entpuppte sich als Bauinschrift einer römischen Militäranlage (Turm und Kastell), was nahelegt, das es sich dabei ebenfalls um eine Signalstation gehandelt haben könnte. Sie besteht aus fünf, wohl hastig eingemeißelten, unregelmäßigen Zeilen, die auf das späte 4. Jahrhundert datiert werden kann. Laut dem Verantwortlichen vor Ort, Lionel Charlton, waren dort auch noch Erdwerke zu sehen, die er als „...auf einem quadratischen Grundstück errichtet und dessen jede Seite etwa dreißig Yards (27 m) lang war.“ beschreibt. 27 × 27 m entsprechen im Schnitt der Fläche, die von den Ringmauern dieser Stationen umwehrt wurde. Die Steinplatte wurde im Nordosten von Raven Hall, nur wenige Meter vom Herrenhaus entfernt entdeckt. Die dort befindlichen „Ruinenspuren“ waren seit 1817 bekannt. Der Lokalhistoriker George Young beschrieb die Bergung der Inschrift folgendermaßen: „Sie wurde in einem Trümmerhaufen entdeckt, der mehr als einen Meter unter der Oberfläche lag. Auf der Unterseite befand sich die Inschrift, die sich in einem guten Erhaltungszustand befand (was Young illustrierte) […] die Stelle, an der sie gefunden wurde, liegt wenige Meter von der Ecke der Halle entfernt, im Nordosten, wo noch einige Spuren von Ruinen erkennbar sind. Ich konnte keine genaue Beschreibung der Form und des Ausmaßes der Ruinen erhalten, bevor sie von den Arbeitern zerstört wurden …“ Robin George Collingwood datierte sie auf etwa 370, sie könnte jedoch auch aus der Zeit um 395 oder noch später stammen und ist damit – möglicherweise – die jüngste bekannte Inschrift des römischen Britannien. Bei den nachfolgenden Bauaktivitäten tauchten keine römischen Artefakte mehr auf. Es könnten jedoch Funde gemacht worden sein, die von den Arbeitern nicht als römisch erkannt wurden. Die Bauinschrift ist bis dato der einzige Beweis für die Existenz dieser spätrömischen Wehranlage. Diese wurde anscheinend komplett vom Raven Hall Hotel überbaut und ist deswegen nicht mehr zugänglich. 1930 stieß man unter dem Boden der Hotelküche auf einen Schacht, von dem man annimmt, dass er zur Ventilation der einstigen Alaunproduktion in dieser Gegend diente. Die Ruinen, in denen die Bauinschrift lag, könnten daher auch die Überreste einer Alaunfabrik gewesen sein. Sie wurde in diesem Fall wohl als Spolie hierher verschleppt. Eine archäologische Untersuchung des Geländes könnte aber durchaus noch einige Hinweise auf das Vorhandensein einer römischen Befestigung an diesem Ort zutage fördern. | (54° 24′ 8,3″ N, 0° 29′ 27,2″ W) |

### Scarborough
| Beschreibung/Zustand | Lage                              |
| --- | --------------------------------- |
| Befunde Die Signalstation lag am östlichen Ende einer über 100 m hohen Klippe im Vorfeld des 178 m hohen Castle Hill (Scarborough Castle). Die Ostseite ihrer Ringmauer und des Grabens sind im Laufe der Jahrhunderte durch Erosion ins Meer gestürzt. Der Standort ermöglichte, in Richtung SO, einen unverstellten Blick nach Scarborough und dem Küstenstreifen im Norden. Die Sicht auf die Station Ravenscar im NO wird allerdings vom Castle Hill verdeckt. Von einem 30 m hohen Turm hätte man ihr Leuchtfeuer dennoch sehen können. Die Ausgrabungsstelle ist für die Öffentlichkeit frei zugänglich. Vom römischen Mauerwerk ist heute nichts mehr zu sehen, nur der Wehrgraben ist noch deutlich zu erkennen. Der Grundriss der Signalstation wurde mit Betonplatten markiert. - Umwehrung: Die 1,3 m starke Mauer war mit vier kleinen, halbrunden Ecktürmen verstärkt und umschloss einen Hof von 33 m². Die Ecktürme standen auf quadratischen Fundamentplatten aus Bruchsteinen, was externe Anbauten auf beiden Seiten der Bastionen erforderlich machte, um das Gewicht der Mauer besser auf die Fundamente zu verteilen. Die Ringmauer (Breite 1,37 m) könnte einst bis zu 9,1 m hoch gewesen sein, dies hätte den Verteidigern eine optimale Schussposition in den Graben und auf das Vorfeld geboten. - Westtor: Der nach innen vorspringende Torbau war der einzige Zugang zum Innenhof und 2,54 m breit. Vermutlich konnte er an beiden Seiten verschlossen werden. - Kernwerk: Der Leuchtturm stand auf einem stufenförmigen, insgesamt 15,20 m² großen, vierlagigen Steinfundament (das sich auf etwa 10 m² nach oben hin verringerte) und bedeckte eine Fläche von 10 × 10 m. Die hölzernen Zwischenböden des Obergeschosses ruhten auf sieben Stützpfosten, die in Sockelsteine im Erdgeschoss eingelassen waren. Die Außenwände waren 1,68 m breit. Man betrat ihn durch eine Tür, die sich direkt gegenüber dem Westtor befand. Collingwood schätzte seine Höhe auf 27–30 m, dies scheint jedoch für manche Forscher etwas zu hoch angesetzt, Wilson glaubt, dass er tatsächlich nur eine Höhe von rund 19 m erreichte, inklusive des Daches eventuell auch 22 m. - Wehrgraben: Zusätzlich war um die Station ein ovaler, im Schnitt V-förmiger Graben, 5,8 m breit, ausgehoben worden, die Breite der Berme betrug 9,14 m. - Wasserversorgung: Am Standort entspringt eine Süßwasserquelle, bekannt als "Well of Our Lady". Forschungsgeschichte Die Station wurde von 1920 bis 1924 von Frank Gerald Simpson Jahren ausgegraben. Dabei konnten Bronzewerkzeuge, Schmuckstücke aus Schiefer und Bronze, Schlackenablagerungen, die bei der Bronzeverhüttung entstanden, und eine größere Menge eisenzeitlicher Keramikscherben geborgen werden. 1980 kamen bei einer Nachgrabung noch ein Bronzeschwert und zwei Urnenbestattungen ans Tageslicht. Die Funde deuten auf eine Besiedlung seit dem 8. Jahrhundert v. Chr. hin. Es ist wahrscheinlich, dass die Ostspitze der Klippe dabei mehrmals, wahrscheinlich bis ins Mittelalter, mit Wällen und Gräben befestigt wurde. Die archäologische Bestätigung hierfür steht aber noch aus. Die Erforschung der prähistorischen Siedlung hat sich bisher auf das Areal um die römische Signalstation konzentriert. Dort wurden auch die Überreste einer dreiphasigen Kapelle ausgegraben, erbaut um ca. 1000, für die offensichtlich auch das Baumaterial der Station verwendet wurde. Sie wurde 1066, im Zuge des Einfalls der Norweger unter Harald Hardrada niedergebrannt. Fundamente des Leuchtturms und der Ringmauer sind noch am Abbruchrand der Klippe erhalten geblieben aber heute von mittelalterlichem Mauerwerk überdeckt. Fundspektrum Bei den Ausgrabungen kamen auch 57 römische Münzen ans Tageslicht, deren Datierungen (von Konstantin I., 306–337, bis Honorius 384–423) weisen darauf hin, dass die Station um 370 n. Chr. erbaut, bis zum frühen 5. Jahrhundert genutzt und danach wieder aufgegeben bzw. zerstört wurde. | (54° 17′ 15,1″ N, 0° 23′ 10,9″ W) |
| |                                   |
| Luftaufnahme des Areals der römischen Signalstation und der mittelalterlichen Kapellen an der östlichen Abbruchkante von Castle Hill. |                                   |
| Thomas Paulian |                                   |
| |                                   |
| |                                   |
| Link zum Bild (bitte Urheberrechte beachten) |                                   |

### Filey
| Beschreibung/Zustand | Lage                        |
| --- | --------------------------- |
| Befunde Das Areal der Signalstation in Filey war in der Vergangenheit stark von Erosion betroffen und es ist so gut wie sicher, dass die Landzunge Filey Brigg, auf der sie einst stand, im 4. Jahrhundert noch erheblich breiter war als heute. Die an den Seiten steil abfallende Klippe ist 20 m hoch und besteht aus sehr porösen Sand- und Kalkstein. Ihr landseitiges, höhergelegenes Ende ist als „Carr Naze“ bekannt, während ihr langgezogenes, seeseitiges Ende „Brigg“ genannt wird. - Ringmauer/Westtor: Die im Durchmesser etwa 50 × 50 m große Station war von einer Mauer umgeben, den Innenhof konnte man durch ein nach innen vorspringendes Torhaus an der Westmauer betreten. Zwischen Tor und Leuchtturm war ein gepflasterter Weg angelegt. Die Mauer war möglicherweise 4,5 m hoch und wohl ebenfalls mit Eckbastionen verstärkt. - Kernwerk: Im Zentrum der Wehranlage stieß man auf die 14 × 14 m großen Fundamente eines quadratischen Turmbaues. Es ist möglich, dass er eine Höhe von bis zu 30 m erreichte. 1857 wurden im Erdgeschoss fünf große, rechteckig und nach oben stufenförmig verjüngt zugehauene, Steinblöcke freigelegt, in ihnen waren die Holzpfosten eingepasst, die Tragwerk und Böden des Obergeschosses abgestützt haben. An der Oberseite der Blöcke waren rechteckige Löcher (15 cm breit und 7 cm tief) zum Einpassen der Stützpfosten eingemeißelt. Auf einem von ihnen ist ein stark verwittertes Relief, vermutlich eine Jagdszene (ein Canide der ein Reh verfolgt) zu sehen. Die Blöcke befinden sich heute in einem kleinen Park (Crescent Gardens), wo man sie – in derselben Anordnung wie man sie bei der Ausgrabung vorfand – um ein Blumenbeet des Lions Club herum aufgestellt hat. - Wehrgraben/Hafen: Zusätzlich war um die Station ein ovaler, im Schnitt V-förmiger Graben, 3,50 m breit und 0,75 m tief, ausgehoben worden, es wäre aber auch denkbar, dass er nur an der Westseite der Station verlief und so die Landzunge vom Festland trennte. Eine kleine Bucht am Fuß der Klippe könnte von der Stationsbesatzung als natürlicher Hafen genutzt worden sein. Forschungsgeschichte Bis zur Mitte des 19. Jahrhunderts waren die römischen Mauern noch gut sichtbar – besonders an der Ostseite der Landzunge. Das Areal der Signalstation wurde nach einem größeren Erdrutsch im Jahr 1857 von einem Dr. William Cortis erstmals genauer untersucht, auf Ersuchen des örtlichen Pfarrers, dem das Land damals gehörte. Im November desselben Jahres hielt Cortis in Filey einen Vortrag vor einem Kreis aus Heimatforschern, in dem er auch eine Reihe von antiken Funden aufzählte, die „...ein Mann namens Wilson...“ gemacht hatte, der große Mengen an römischer Töpferware, Knochen und verkohltes Holz bei Carr Naze an der Nordseite der Filey Bay gefunden hatte. Die Funde regten zu weiteren Ausgrabungen an, bei der u. a. die fünf Pfostenbasen ans Tageslicht kamen, die man allerdings damals noch für Altäre hielt. Cortis berichtet auch, dass in der Nähe eines dieser Steine ein römisches Inschriftenfragment gefunden worden sei. Von 1923 bis 1929 fand eine erste wissenschaftliche, von der Scarborough Archaeological and Historical Society initiierte, Grabung statt, bei der die wesentlichen Konstruktionsmerkmale der Anlage dokumentiert wurden. Aufgrund der rasch fortschreitenden Erosion des Areals musste, nach einer geophysikalischen Untersuchung, von der Yorkshire Archaeological and Historical Society zwischen 1993 und 1994 eine Notgrabung durchgeführt werden, die von English Heritage und vom Scarborough Council finanziert wurde. Zu diesem Zeitpunkt waren schon zwei Drittel der antiken Bausubstanz verschwunden. Die Befunde zeigten, dass auch die Station in Filey den übrigen an der Küste von Yorkshire sehr ähnlich gewesen sein muss. Die jüngsten Ausgrabungen deuten weiters darauf hin, dass die Station in Filey eine der letzten Festungsanlagen gewesen sein muss, die von den Römern in Britannien errichtet wurden. Sie war wohl ebenfalls bis knapp vor dem Ende ihrer Herrschaft, etwa 385 n. Chr., in Gebrauch. Ihre Mauern wurden wahrscheinlich schon im Mittelalter abgerissen, das Steinmaterial könnte danach für den Bau der Pfarrkirche in Filey verwendet worden sein. Bei Car Naze wurde zwischen dem 6. und 8. Jahrhundert, auf der dem Meer zugewandten Seite des Leuchtturms, ein Erdwall, basierend auf einem Torfziegelfundament, aufgeworfen, dessen Reste immer noch 1,8 Meter hoch sind. Beim jüngsten Erdrutsch verschwanden zwei Drittel davon im Meer, auch beim Stationsareal besteht die ständige Gefahr, dass seine letzten Reste abrutschen und damit für die Wissenschaft endgültig verloren wären. An ihrer Ostseite konnte man die Fundamente eines poströmischen Gebäudes (vielleicht die einer angelsächsischen Kapelle) beobachten, die jedoch bis dato nicht dokumentiert wurden. Eine Informationstafel markiert heute den Standort der ehemaligen Signalstation, sie wurde in der Nähe eines Bombenkraters aus dem Zweiten Weltkrieg aufgestellt. Fundspektrum Der Großteil der römerzeitlichen Keramik, die in Filey ausgegraben wurde, stammt vom Ende des vierten Jahrhunderts, darunter auch Stücke ähnlich denen, die in Huntcliff gefunden wurden. Bei den Ausgrabungen wurden zwei Münzhorte aus dem späten vierten Jahrhundert freigelegt und noch andere Artefakte gefunden. Römische Bronzemünzen, die in einer Abfallschicht rund um den Turm entdeckt wurden, könnten vom Sold der Garnisonstruppe stammen. Sechs davon waren für die Forschung von besonderem Interesse, da sie zu den letzten Münzen gehören, die im römischen Britannien ausgegeben wurden und auf die Jahre zwischen 395 und 402 n. Chr. datiert werden konnten, jene Zeitspanne, in der die römische Militärpräsenz dort wahrscheinlich endete. Die Untersuchung der Tierknochen deutet darauf hin, dass die Station von einer regionalen Nachschubbasis versorgt worden sein könnte. Ein weiterer bemerkenswerter Fund ist ein bronzener Sporn, der auf die (temporäre) Anwesenheit von Reitereinheiten hinweist, sie waren vermutlich für die Tagespatrouillen in diesem Küstenabschnitt zuständig. Eine 9 cm hohe Bronzestatue des Mercurius wurde ebenfalls nahe der Station gefunden – und befindet sich heute im Rotunda Museum in Scarborough, zusammen mit noch einigen anderen römischen Fundstücken der Filey Brigg. Schmuckstücke wie Armbänder, Perlen, Ringe und Nadeln, deuten auf die Anwesenheit von Frauen in der Signalstation hin. | (54° 13′ 3″ N, 0° 16′ 9″ W) |

## Medien
- YOU TUBE: The Roman signal station at Filey